# أولف جوهانسون
أولف جوهانسون (بالسويدية: Ulf Johanson)‏ هو ممثل سويدي، ولد في 3 فبراير 1922 في ستوكهولم في السويد، وتوفي في 15 فبراير 1990. من الجوائز التي نالها جائزة أوجين أونيل ‏ سنة 1990.

## جوائز
- جائزة أوجين أونيل [الإنجليزية]‏
- ميدالية الآداب والفنون [الإنجليزية]‏ (1990)

## وصلات خارجية
- أولف جوهانسون على موقع IMDb (الإنجليزية)
- أولف جوهانسون على موقع قاعدة بيانات الأفلام السويدية (السويدية)
- أولف جوهانسون على موقع قاعدة بيانات الفيلم (الإنجليزية)